# Universidad de Białystok
La Universidad de Bialystok es la universidad más grande de la región nororiental de Polonia y se está formando en diversos campos de estudio, que incluyen humanidades, ciencias sociales y naturales y matemáticas. La Universidad de Bialystok se está formando en diversos campos de estudio, que incluyen humanidades, ciencias sociales y naturales y matemáticas. Tiene nueve facultades, incluida una extranjera en Vilnius. Cuatro facultades han sido galardonadas con la categoría científica más alta "A". La Universidad de Bialystok tiene derecho a otorgar títulos de doctorado en diez campos, así como títulos de postdoctorado en derecho, economía, química, biología, historia y física.

## Rectores
- Adam Jamróz (1997–2002)
- Marek Gębczyński (2002–2005)
- Jerzy Nikitorowicz (2005–2012)
- Leonard Etel (2012-2016)
- Robert CIborowski (since 2016)